# 栄丸遭難事件
栄丸遭難事件（さかえまるそうなんじけん）は、太平洋戦争終戦直後の1945年（昭和20年）11月1日に、台湾から宮古島へ向かった密航船「栄丸」がエンジン故障のため座礁沈没し、台湾疎開からの帰還者ら約100人が死亡した海難事故である。日本が連合国の占領下に置かれて沖縄への引き揚げ事業が実施できない間に、民間の自力引き揚げの過程で発生した事件であった。

## 事件の経過
1945年11月1日午後6時頃、台湾北部基隆港に碇泊中の「栄丸」へ、密航を警戒中の中国国民党軍の目を盗んで乗客の乗船が始まった。「栄丸」は、戦時中から基隆のドックにあった廃船の船体に老朽機材を寄せ集めて整備した、焼玉機関搭載の小型船であった。乗船には切符が必要だったが乗船者名簿は作成されておらず、直前に乗船を止めたり、逆に飛び乗りをする者もあって正確な乗船者数は不明である。最終的に宮古列島からの疎開者を中心に100人以上が乗り込んだのは確実で、八重山列島関係者も9人以上含まれていた。
1日午後7時頃、「栄丸」は、夜陰にまぎれて基隆から宮古島へ出航した。45分ほどで港外に出たが、波が荒いため渡航を断念して引き返すことを決めた。しかし、反転と同時にエンジンが故障し、台湾沿岸約400mの東シナ海上を漂流する状態に陥った。救助を求めるために衣類を燃やして陸上へ合図したが、反応は無かった。故障から4時間半ほど経過した頃に約20戸の万里集落の沖に差し掛かると、海岸から100mほどの地点で岩礁に乗り上げ、繰り返し打ち付ける波を受けて翌朝までに船体が崩壊した。
乗船者は次々と波にさらわれて海に投げ出され、付近一帯の岩礁に叩きつけられるなどして多くが死亡した。万里集落の台湾人住民と、同地にまだ駐屯していた日本軍の通信部隊が海岸で救助活動にあたったが、助かったのは海岸に泳ぎ着くか打ち寄せられた一部の者だけであった。多数の遺体も海岸に打ち上げられたが、遅く漂着した遺体には手足が欠損するなど損傷の激しい例が多かった。遺体は、同じく漂着した船材に油をかけて燃やして火葬された。生存者は、廃屋に仮住まいしたり、基隆の病院に入院するなどし、一部は12月にかけて帰国した。
乗船者数が不明のため正確な犠牲者数も不明であるが、ある生存者証言によると全乗船者数183人・生存者32人、別の証言によると乗客数172人・生存者32人である。乗客数127人・生存者23人とする証言もあるが、前記2証言と照らすと乗客数172人・生存者32人に由来する誤りの可能性がある。また、事件当時に引き揚げ支援のため台北市にいて2日朝から遺体収容に参加した下地町助役の証言によると、死者数は105人程度であるという。沖縄県生活福祉部援護課所蔵の『台湾引揚者調書』（1969年調整）には、本事件関係で89人の死者が確認できる。

## 背景
太平洋戦争中、サイパンの戦いで日本軍が敗れて南西諸島へのアメリカ軍侵攻が懸念されるようになると、1944年（昭和19年）7月に日本政府は南西諸島からの民間人疎開を決定した。宮古島と石垣島からは2万人を日本統治下だった台湾へ疎開させることが目標とされ、実際に宮古島・石垣島からの2万人以上と沖縄本島からの2千人が政府の強い勧めに応じて、政府準備の疎開船と自主疎開の漁船などで台湾へ渡航した。
日本の降伏後、沖縄にはアメリカ軍による軍政が敷かれ、台湾は中華民国の統治下に入り、いずれも日本政府の法的支配が及ばなくなった。そのため、台湾疎開者の沖縄引き揚げは、日本政府の事業として早期に行うことができなかった。沖縄戦により沖縄の生活基盤が大打撃を受けていたことも、早期の正式な引き揚げ事業開始を妨げる一因だった。台湾から日本本土への民間人引き揚げ・軍人復員輸送は先行して開始され、1946年（昭和21年）4月までに約30万人を帰国させてほぼ完了した。沖縄出身者も日本本土へ移住するなら乗船できたが、八重山列島への正式な帰還事業開始は1946年2月12日、沖縄本島への正式引き揚げ開始は同年10月中旬になってからと遅かった。
台湾に生活基盤を持たない疎開者の生活は苦しく、特に1945年10月に中国軍が台湾に進駐して日本の台湾総督府による配給が打ち切られた後は、甚だしく困窮していた。そこで、正式な引き揚げ事業の開始以前に、「栄丸」のような密航船による引き揚げが大規模に行われることとなった。1945年9月には民間人により疎開引揚げ組合が結成されている。使用された船は、台湾で徴用解除された旧日本軍徴用船のほか、日本本土・沖縄・台湾など各地で個人や組合が傭った漁船などであった。自治体も住民の帰郷に取り組み、例えば平良町は1945年11月に町会で疎開者援護会を結成して6隻の船を調達、町長の石原雅太郎が陣頭指揮のため辞職して台湾へ渡っている。これらの密航船は、引き揚げ輸送のかたわら密輸による交易にも従事し、船主の中にはデマを流してまで高い船賃を要求する者もあった。
密航船は非常に粗末な造りで低性能な船が多いうえ、乗客や密輸品を含む物資の過積載が常態で危険な航海だった。「栄丸」以外にも海難事故が多発し、1945年12月19日には平良町の傭船した「産組丸」が過積載で浸水、積荷を捨てて沈没を免れている。それでも疎開者の多くが正式の引揚事業開始前に密航船での帰国を果たし、1946年4月時点で台湾に残る沖縄からの疎開者は5千人だけとなっていた。なお、疎開者等の引き揚げが完了した後も、沖縄と台湾の間では密貿易のため密航船が盛んに往来を続け、しばしば海難事故が起きている。